# Fàbrica Malibran
La fàbrica Malibran, també coneguda com a Martinon, és un edifici situat als carrers de la Lluna i de Guifré al barri del Raval de Barcelona, catalogat com a bé cultural d'interès local arran de la MPEP del Patrimoni Arquitectònic Històrico-Artístic al districte de Ciutat Vella, per a incorporar el Patrimoni Industrial del Raval (Fàbriques i Cases Fàbrica).

## Història
El 1854, el fabricant de goma elàstica Joan Artur Malibran i Autet (Puigcerdà, 1818-Madrid, 1882) va demanar permís per a instal·lar una màquina de vapor de 2 CV al pati de la casa d'Erasme Janer, on tenia instal·lada la seva indústria. El 1856, la seva esposa Dolors Martinon i Plasson de la Combe, natural de Santa Cruz de Tenerife, va adquirir en emfiteusi al comerciant i terratinent Rafael Sabadell i Permanyer un terreny als carrers de la Lluna i de Guifré, on el 1857 va fer construir una casa-fàbrica segons el projecte del mestre d'obres Francesc Joan Batlle.
Malibran hi va traslladar la seva fàbrica: «Titulada la Constancia. c. Luna s.n., esquina a la de Vifredo. En este establecimiento se fabrican varios objetos de goma elástica y telas impermeables. Tambien se construyen tubos para la conduccion de fluidos y líquidos, rondelas, platinas, resortes, y todo lo necesario á máquinas de vapor, tanto terrestres como marítimas.», i el 1860, es va presentar a l'Exposició Industrial sota la raó social Malibran i Fill. El 1861, va demanar permís per a construir una casa al núm. 12 al carrer de la Lluna, ocupant una part del pati de la finca, segons el projecte de l'arquitecte Carles Gauran. La propietat d'ambdós edificis es mantindria unida fins al 1922.
El 1859, el calderer Melcior Costa, establert al num. 62 del carrer del Carme, va demanar permís per a traslladar-hi una màquina de vapor de 2 CV que movia un torn. El 1921, Francesc de Paula Pascual va demanar permís per a instal·lar un motor elèctric de 3 CV en el seu taller de maquinària. El 1960, es va obrir un expedient de legalització del magatzem de fusta de Josep Pascual i Castells.
El 1986, s'hi va instal·lar la casa-taller del dissenyador gràfic Pere Torrent i Gonzàlez, més conegut com a Peret, i de la fotògrafa Maria Espeus. Aquest taller, que ha acollit conferències, exposicions i concerts, conforma un triple espai que uneix visualment les tres plantes i el jardí. A la planta baixa hi ha l’estudi de Peret, el despatx i la biblioteca. L’habitatge i la terrassa es troben al primer pis, i el plató fotogràfic, el camerí i el despatx de la fotògrafa al segon.

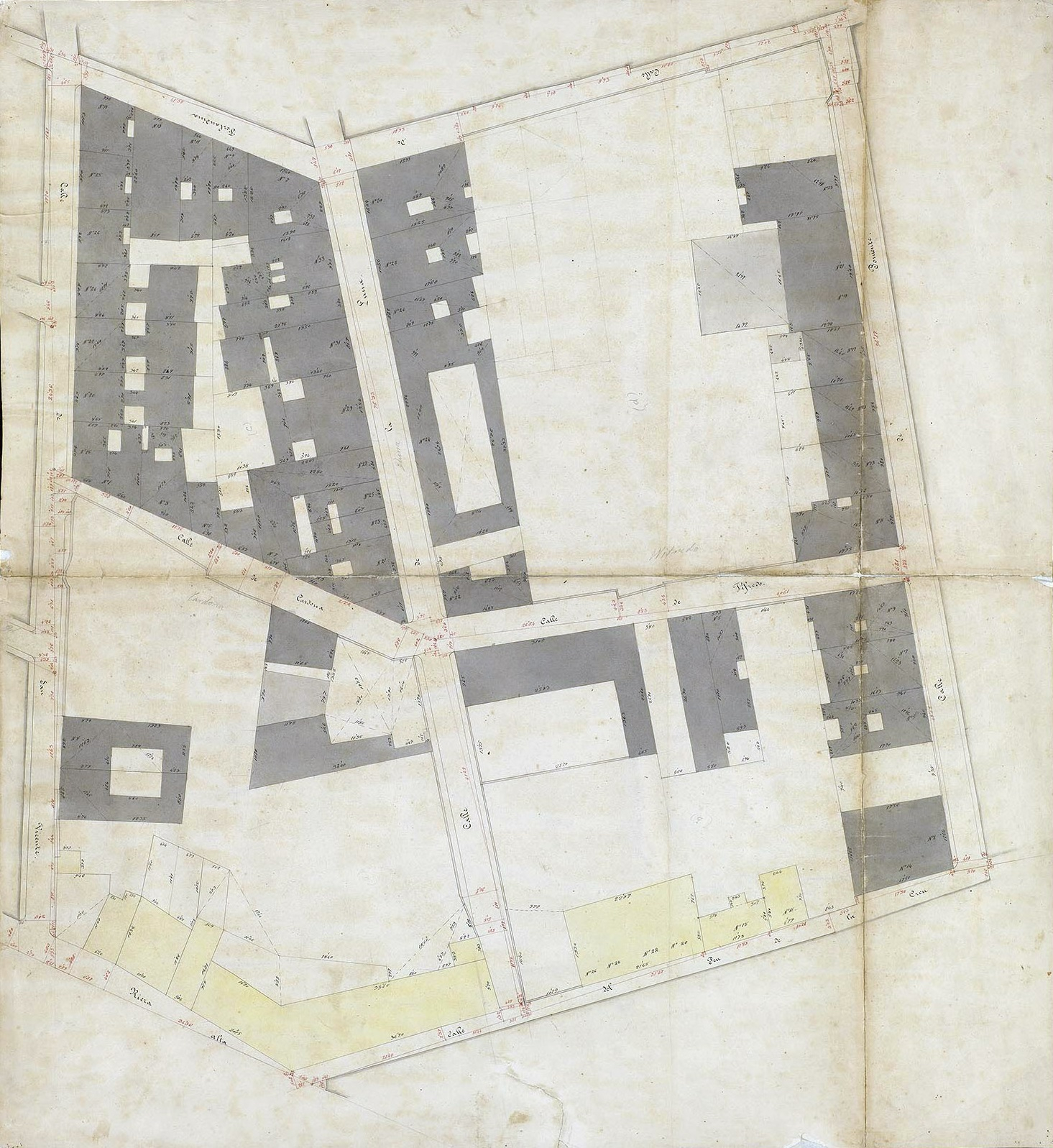
Quarteró núm. 73 de Garriga i Roca (c. 1860)

## Descripció
Es tracta d'un edifici industrial de planta baixa i dos pisos. A l'interior d'illa hi ha una nau de planta baixa i un pis paral·lela al carrer de la Lluna. Als baixos s'hi disposaven, originalment, una onzena d'obertures; algunes de les quals han estat cegades posteriorment. Consisteixen en diverses finestres, portes i portals, tots de forma quadrangular (encara que els portals eren originalment d'arcs de mig punt, que han estat tapiats). Tant al primer com al segon pis s'obren dotze finestrals repartits entre la façana del carrer de Guifré, més llarga, i la banda del carrer de la Lluna, més estreta. Totes les obertures estan alineades formant una retícula regular. La filera superior de les finestres del carrer de Guifré ha estat tapiada completament, mentre que excepcionalment dues de les altres conserven alguns elements distintius, com ara una barana de ferro forjat o bé una balustrada. En general, però, totes les obertures han perdut els tancaments i fusteries originals. L'edifici es remata amb una cornisa recta i plana. El parament està realitzat amb obra de maó revestida amb morter, sense cap mena de decoració.
Als interiors es conserva bona part de les estructures industrials originals, dels segles xix i xx, com ara paviments de ciment continu, paraments de maó al trencajunt, pilars de fosa, biguetes de fusta i ferro, jàsseres de fusta massissa o forjats a base de biguetes motllurades i revoltons ceràmics revestits, a més de l'encavallada de la coberta. Altres elements singulars a destacar són el muntacàrregues, l'escala de comunicació feta de volta catalana i amb barana de ferro forjat, o bé les restes d'un mostrari de pintures murals segons el gust orientalista de finals del segle xix.